# 61e cérémonie des Grammy Awards
La 61e cérémonie des Grammy Awards s'est déroulée le 10 février 2019 au Staples Center, à Los Angeles, Californie,.
La chanteuse Alicia Keys est la présentatrice de la cérémonie,. 
La cérémonie élit les meilleurs enregistrements, compositions et artistes de l'année, qui commencent du 1er octobre 2017 au 30 septembre 2018.
Les nominations sont annoncées le 7 décembre 2018.
Dolly Parton est honorée personne de l'année par MusicCare, deux jours avant la cérémonie, le 8 février 2019. 
Kendrick Lamar est l'artiste ayant reçu huit nominations. Childish Gambino et Kacey Musgraves ont reçu chacun quatre Grammys, faisant d'eux les grands gagnants de la soirée. 

## Annonce des nominations
Les nominations devaient être annoncées le 5 décembre 2018, mais ont été reportées au vendredi 7 décembre 2018 à la suite du décès et des funérailles de l'ancien président George HW Bush.

## Performances
| Artistes                                                                                     | Chansons |
| -------------------------------------------------------------------------------------------- | --- |
| - Camila Cabello - J Balvin - Ricky Martin - Arturo Sandoval - Young Thug                    | - Havana - Pégate - Mi Gente |
| - Shawn Mendes - Miley Cyrus                                                                 | - In My Blood |
| - Janelle Monáe                                                                              | - Make Me Feel - Django Jane - Pynk |
| - Post Malone - Red Hot Chili Peppers                                                        | - Stay - Rockstar - Dark necessities |
| - Dolly Parton - Little Big Town - Maren Morris - Kacey Musgraves - Katy Perry - Miley Cyrus | - Hommage à Dolly Parton - Here You Come Again - Jolene - After the Gold Rush - Red Shoes - 9 to 5 |
| - H.E.R.                                                                                     | - Hard Place |
| - Cardi B                                                                                    | - Money |
| - Alicia Keys                                                                                | - Maple Leaf Rag - Killing Me Softly With His Song - Unforgettable - Clocks - Use Somebody - Boo'd Up - In My Feelings - Doo Wop (That Thing) - Empire State of Mind                                       |
| - Dan + Shay                                                                                 | - Tequila |
| - Diana Ross                                                                                 | - The Best Years of My Life - Reach Out and Touch (Somebody's Hand) |
| - Lady Gaga - Mark Ronson - Andrew Wyatt (en) - Anthony Rossomando                           | - Shallow |
| - Travis Scott - James Blake - Philip Bailey                                                 | Stop Trying To Be God No Bystanders |
| - Jennifer Lopez - Smokey Robinson - Ne-Yo - Alicia Keys                                     | - Célébration des 60 ans de Motown - Dancing In The Street - Please Mr. Postman - Money (That's What I Want) - Do You Love Me - ABC - My Girl - Papa Was a Rollin' Stone - War - Square Biz - Another Star |
| - Brandi Carlile                                                                             | - The Joke |
| - Chloe x Halle                                                                              | - Hommage à Donny Hathaway - Where is the Love |
| - St. Vincent - Dua Lipa                                                                     | - Masseduction - One Kiss |
| - Fantasia - Andra Day - Yolanda Adams                                                       | - Hommage à Aretha Franklin - (You Make Me Feel Like) A Natural Woman |

## Présentateurs
- Julian Edelman et Devin McCourty - présentent la performance du Meilleur Duo/Groupe Pop.
- Nina Dobrev - annonce Kacey Musgraves.
- Alicia Keys et John Mayer - présentent la Chanson de l'année.
- Anna Kendrick - annonce Dolly Parton, Little Big Town, Maren Morris, Kacey Musgraves, Katy Perry et Miley Cyrus.
- Kane Brown, Luke Combs et Meghan Trainor - présentent le Meilleur Album Country.
- Dan + Shay - présentent la Meilleure Chanson de Rap.
- Raif-Henok Emmanuel Kendrick - annonce Diana Ross.
- Eve et Swizz Beatz - annonce Travis Scott, James Blake et Philip Bailey.
- Alicia Keys et Smokey Robinson - annonce Jennifer Lopez, Smokey Robinson et Ne-Yo.
- BTS - présentent le Meilleur Album R&B.
- Kelsea Ballerini - annonce Brandi Carlile.
- Leon Bridges et Charlie Wilson - annoncent Chloe x Halle.
- Chloe x Halle - présentent le Meilleur Album Rap.
- Wilmer Valderrama - annonce St. Vincent et Dua Lipa.
- Alessia Cara et Bob Newhart - présentent le Meilleur Nouvel Artiste.
- Alicia Keys - présente l'enregistrement de l'Année et l'Album de l'Année.

## Nominations

### Général
Enregistrement de l'année
- This Is America - Childish Gambino
  - I Like It - Cardi B, Bad Bunny & J Balvin
  - The Joke - Brandi Carlile
  - God's Plan - Drake
  - Shallow - Lady Gaga & Bradley Cooper
  - All the Stars - Kendrick Lamar & SZA
  - Rockstar - Post Malone & 21 Savage
  - The Middle - Zedd, Maren Morris & Grey.

Album de l'année
- Golden Hour - Kacey Musgraves
  - Invasion of Privacy - Cardi B
  - By the Way, I Forgive You - Brandi Carlile
  - Scorpion - Drake
  - H.E.R. (en) - H.E.R.
  - Beerbongs & Bentleys - Post Malone
  - Dirty Computer - Janelle Monáe
  - Black Panther: The Album - Plusieurs artistes

Chanson de l'année
- This Is America
  - All the Stars
  - Boo'd Up
  - God's Plan
  - In My Blood
  - The Joke
  - The Middle
  - Shallow

Meilleur nouvel artiste
- Dua Lipa
  - Chloe x Halle
  - Luke Combs
  - Greta Van Fleet
  - H.E.R.
  - Margo Price
  - Bebe Rexha
  - Jorja Smith

### Pop
Meilleure prestation pop en solo
- Joanne (Where Do You Think You're Goin'?) - Lady Gaga
  - Colors - Beck
  - Havana (Live) - Camila Cabello
  - God Is A Woman - Ariana Grande
  - Better Now - Post Malone

Meilleure prestation pop d'un groupe ou d'un duo
- Shallow - Lady Gaga & Bradley Cooper
  - Fall in Line - Christina Aguilera ft. Demi Lovato
  - Don't Go Breaking My Heart - Backstreet Boys
  - S Wonderful - Tony Bennett & Diana Krall
  - Girls Like You - Maroon 5 ft. Cardi B
  - Say Something - Justin Timberlake ft. Chris Stapleton
  - The Middle - Zedd, Maren Morris & Grey.

Meilleur album vocal pop traditionnel
- My Way - Willie Nelson
  - Love Is Here To Stay - Tony Bennett & Diana Krall
  - Nat King Cole & Me - Gregory Porter
  - Standards (Deluxe) - Seal
  - The Music...The Mem'ries...The Magic! - Barbra Streisand

Meilleur album pop vocal
- Sweetener - Ariana Grande
  - Camila - Camila Cabello
  - Meaning Of Life - Kelly Clarkson
  - Shawn Mendes - Shawn Mendes
  - Beautiful Trauma - P!nk
  - Reputation - Taylor Swift

### Musique dance/électronique
Meilleur enregistrement dance
- Electricity - Silk City & Dua Lipa ft. Diplo & Mark Ronson
  - Northern Soul - Above and Beyond ft. Richard Bedford
  - Ultimatum - Disclosure ft. Fatoumata Diawara
  - Losing it - Fisher
  - Ghost Voices - Virtual Self

Meilleur album dance/électronique
- Woman Worldwide - Justice
  - Singularity - Jon Hopkins
  - Treehouse - Sofi Tukker
  - Oil of every Pearl's Un-Insides - Sophie
  - Lune Rouge - TOKiMONSTA

### Musique instrumentale contemporaine
Meilleure album instrumental contemporain
- Steve Gadd Band –  Steve Gadd Band
  - The Emancipation Procrastination – Christian Scott aTunde Adjuah
  - Modern Lore –  Julian Lage
  - Laid Black –  Marcus Miller
  - Protocol IV –  Simon Phillips

### Rock
Meilleure prestation rock
- When Bad Does Good - Chris Cornell (Posthume)
  - Four Out of Five - Arctic Monkeys
  - Made an America - Fever 333
  - Highway Tune - Greta Van Fleet
  - Uncomfortable - Halestorm

Meilleure prestation métal
- Electric Messiah - High On Fire
  - Condemned to the gallows - Between the buried and me
  - Honeycomb - Deafheaven
  - Betrayer - Trivium
  - On My Teeth - Underoath

Meilleure chanson rock
- Masseduction - St. Vincent
  - Black Smoke Rising - Greta Van Fleet
  - Jumpsuit - Twenty One Pilots
  - Mantra - Bring Me The Horizon
  - Rats - Ghost

Meilleur album rock
- From the Fires - Greta Van Fleet
  - Rainier Fog - Alice in Chains
  - Mania - Fall Out Boy
  - Prequelle - Ghost
  - Pacific DayDream - Weezer

### Alternative
Meilleur album de musique alternative
- Colors - Beck
  - Tranquility Base Hotel & Casino - Arctic Monkeys
  - Utopia - Björk
  - American Utopia - David Byrne
  - Masseduction - St.Vincent

### R&B
Meilleure prestation R&B
- Best Part - H.E.R. ft. Daniel Caesar
  - Long as I Live - Toni Braxton
  - Summer - The Carters
  - Y O Y - Lalah Hathaway
  - First Began - PJ Morton

Meilleure prestation R&B traditionnelle
- Bet Ain't Worth The Hand - Leon Bridges
- How Deep Is Your Love - PJ Morton ft. Yebba
  - Don't fall apart on me tonight - Bettye LaVette
  - Honest - MAJOR
  - Made for Love - Charlie Wilson ft. Lalah Hathaway

Meilleure chanson R&B
- Boo'd Up - Ella Mai
  - Come Through and Chill - Miguel
  - Feels Like Summer - Childish Gambino
  - Focus - H.E.R.
  - Long As I Live - Toni Braxton

Meilleur album urbain contemporain
- Everything is Love - The Carters
  - The Kids Are Alright - Chloe x Halle
  - Chris Dave and the Drumhedz - Chris Dave and the Drumhedz
  - War & Leisure - Miguel
  - Ventriloquism - Meshell Ndegeocello

Meilleur album R&B
- H.E.R. - H.E.R.
  - Sex & Cigarettes - Toni Braxton
  - Good Thing - Leon Bridges
  - Honestly - Lalah Hathaway
  - Gumbo Unplugged (Live) - PJ Morton

### Rap
Meilleure prestation rap
- King's Dead - Kendrick Lamar, Jay Rock, Future & James Blake
- Bubblin - Anderson .Paak
  - Be Careful - Cardi B
  - Nice for what - Drake
  - Sicko Mode - Travis Scott, Drake, Big Hawk & Swae Lee

Meilleure prestation rap/sung
- This Is America - Childish Gambino
  - Like I Do - Christina Aguilera ft. Goldlink
  - Pretty Little Fears - 6lack ft. J. Cole
  - All The Stars - Kendrick Lamar & SZA
  - Rockstar - Post Malone ft. 21 Savage

Meilleure chanson rap
- God's Plan - Drake
  - King's Dead - Kendrick Lamar, Jay Rock, Future & James Blake
  - Lucky You - Eminem ft. Joyner Lucas
  - Sicko Mode - Travis Scott, Drake, Big Hawk & Swae Lee
  - Win  - Jay Rock

Meilleur album rap
- Invasion of Privacy - Cardi B
  - Daytona - Pusha T
  - Swimming - Mac Miller
  - Victory Lap - Nipsey Hussle
  - Astroworld - Travis Scott

### Country
Meilleure Prestation Country en Solo
- Butterflies - Kacey Musgraves
  - Wouldn't be great ? - Loretta Lynn
  - Mona Lisas and Mad Hatters - Maren Morris
  - Millionaire - Chris Stapleton
  - Parallel Line - Keith Urban

Meilleure Prestation Country d'un groupe ou d'un Duo
- Tequila - Dan + Shay
  - Shoot me straight - Brothers Osborne
  - When Someone Stops Loving You - Little Big Town
  - Dear Hate - Maren Morris ft. Vince Gill
  - Meant to be - Bebe Rexha & Florida Georgia Line

Meilleure Chanson Country
- Space Cowboy - Kacey Musgraves
  - Break Up In The End - Cole Swindell
  - Dear Hate - Maren Morris ft. Vince Gill
  - I Lived It - Blake Shelton
  - Tequila - Dan + Shay
  - When Someone Stops Loving You - Little Big Town

Meilleur Album Country
- Golden Hour - Kacey Musgraves
  - Unapologetically - Kelsea Ballerini
  - Port Saint Joe - Brothers Osborne
  - Girl Going Nowhere - Ashley McBryde
  - From A Room : Volume 2 - Chris Stapleton

### New Age
Meilleur Album New Age
- Opium Moon – Opium Moon
  - Hiraeth – Lisa Gerrard & David Kuckhermann
  - Beloved –  Snatam Kaur
  - Molecules of Motion –  Steve Roach
  - Moku Maluhia: Peaceful Island –  Jim Kimo West

### Jazz
Meilleur Solo Improvisé de Jazz
- Don't Fence Me In - John Daversa, soliste
  - Some of That Sunshine - Regina Carter, soliste
  - We see - Fred Hersch, soliste
  - De-Dah - Brad Mehldau, soliste
  - Cadenas - Miguel Zenon, soliste

Meilleur Album Vocal de Jazz
- The Window –  Cécile McLorin Salvant
  - My Mood Is You – Freddy Cole
  - The Questions –  Kurt Elling
  - The Subject Tonight Is Love – Kate McGarry avec Keith Ganz & Gary Versace
  - If You Really Want – Raul Midón avec Metropole Orkest

Meilleur Album instrumental de Jazz
- Emanon –  The Wayne Shorter Quartet
  - Diamond Cut –  Tia Fuller
  - Live in Europe –  Fred Hersch Trio
  - Seymour Reads the Constitution ! –  Brad Mehldau Trio
  - Still Dreaming –  Joshua Redman, Ron Miles, Scott Colley & Brian Blade

Meilleur Album du Large Ensemble de Jazz
- American Dreamers: Voices of Hope, Music of Freedom –  John Daversa Big Band ft. DACA Artists
  - All About That Basie –  Count Basie Orchestra ft. Scotty Barnhart
  - Presence –  Orrin Evans and the Captain Black Big Band
  - All Can Work –  John Hollenbeck Large Ensemble
  - Barefoot Dances and Other Visions –  Jim McNeely & The Frankfurt Radio Big Band

Meilleur Album de Jazz Latino
- Back to the Sunset –  Dafnis Prieto Big Band
  - Heart of Brazil – Eddie Daniels
  - West Side Story Reimagined –  Bobby Sanabria Multiverse Big Band
  - Cinque – Elio Villafranca
  - Yo Soy La Tradición –  Miguel Zenón ft. Spektral Quartet

### Musique Gospel / Chrétienne contemporaine
Meilleur Prestation / Chanson Gospel
- Never Alone – Tori Kelly ft Kirk Franklin
  - You Will Win –  Jekalyn Carr
  - Won't He Do It – Koryn Hawthorne
  - Cycles –  Jonathan McReynolds ft DOE
  - A Great Work – Brian Courtney Wilson

Meilleure Prestation de Musique / Chanson Chrétienne Contemporaine
- You Say – Lauren Daigle
  - Reckless Love – Cory Asbury
  - Joy. –  For King & Country
  - Grace Got You –  MercyMe ft. John Reuben
  - Known – Tauren Wells

Meilleur Album Gospel
- Hiding Place – Tori Kelly
  - One Nation Under God –  Jekalyn Carr
  - Make Room –  Jonathan McReynolds
  - The Other Side –  The Walls Group
  - A Great Work – Brian Courtney Wilson

Meilleur Album de Musique Chrétienne Contemporaine
- Look Up Child – Lauren Daigle
  - Hallelujah Here Below – Elevation Worship
  - Living With a Fire – Jesus Culture
  - Surrounded – Michael W. Smith
  - Survivor: Live from Harding Prison – Zach Williams

Meilleur Album d'origine Gospel
- Unexpected – Jason Crabb
  - Clear Skies – Ernie Haase & Signature Sound
  - Favorites: Revisited by Request – The Isaacs
  - Still Standing – The Martins
  - Love Love Love – Gordon Mote

### Latino
Meilleur Album Latino Pop
- Sincera – Claudia Brant
  - Prometo – Pablo Alborán
  - Musas, Vol. 2 – Natalia Lafourcade
  - 2:00 AM – Raquel Sofía
  - Vives – Carlos Vives

Meilleur Album Latino Rock, Urbain ou Alternative
- Aztlán – Zoé
  - Claroscura – Aterciopelados
  - COASTCITY – COASTCITY
  - Encanto Tropical – Monsieur Periné
  - Gourmet – Orishas

Meilleur Album de Musique Mexicaine Régionale (Incluant Tejano)
- ¡México Por Siempre! – Luis Miguel
  - Primero Soy Mexicana – Ángela Aguilar
  - Mitad Y Mitad – Calibre 50
  - Totalmente Juan Gabriel Vol. II – Aida Cuevas
  - Cruzando Borders – Los Texmaniacs
  - Leyendas de Mi Pueblo – Mariachi Sol de Mexico

Meilleur Album Latino Tropical
- Anniversary – Spanish Harlem Orchestra
  - Pa' Mi Gente – Charlie Aponte
  - Legado – Formell et Los Van Van
  - Orquesta Akokán – Orquesta Akokán
  - Ponle Actitud – Felipe Peláez

### Musique d'origine américaine
Meilleure prestation d'origine américaine
- The Joke – Brandi Carlile
  - Kick Rocks – Sean Ardoin
  - St. James Infirmary Blues – Jon Batiste
  - All on My Mind – Anderson East
  - Last Man Standing – Willie Nelson

Meilleure chanson d'origine américaine
- The Joke – Brandi Carlile
  - All the Trouble – Lee Ann Womack
  - Build a Bridge - Mavis Staples
  - Knockin' on Your Screen Door - John Prine
  - Summer's End - John Prine

Meilleur album américain
- By the Way, I Forgive You – Brandi Carlile
  - Things Have Changed – Bettye LaVette
  - The Tree of Forgiveness – John Prine
  - The Lonely, the Lonesome & the Gone – Lee Ann Womack
  - One Drop of Truth – The Wood Brothers

Meilleur album bluegrass
- The Travelin' McCourys – The Travelin' McCourys
  - Portraits in Fiddles – Mike Barnett
  - Sister Sadie II – Sister Sadie
  - Rivers and Roads – The Special Consensus
  - North of Despair – Wood & Wire

Meilleur album de blues traditionnel
- The Blues Is Alive and Well – Buddy Guy
  - Something Smells Funky 'Round Here – Elvin Bishop's Big Fun Trio
  - Benton County Relic – Cedric Burnside
  - No Mercy in This Land – Ben Harper and Charlie Musselwhite
  - Don't You Feel My Leg (The Naughty Bawdy Blues of Blue Lu Barker) – Maria Muldaur

Meilleur album de blues contemporain
- Please Don't Be Dead – Fantastic Negrito
  - Here in Babylon – Teresa James and the Rhythm Tramps
  - Cry No More – Danielle Nicole
  - Out of the Blues – Boz Scaggs
  - Victor Wainwright and the Train – Victor Wainwright and the Train

Meilleur album de folk
- All Ashore – Punch Brothers
  - Whistle Down the Wind – Joan Baez
  - Black Cowboys – Dom Flemons
  - Rifles & Rosary Beads – Mary Gauthier
  - Weed Garden – Iron & Wine

Meilleur album de musique d'origine régionale
- No 'Ane'i – Kalani Pe'a
  - Kreole Rock and Soul – Sean Ardoin
  - Spyboy – Cha Wa
  - Aloha from Na Hoa – Na Hoa
  - Mewasinsational: Cree Round Dance Songs – Young Spirit

### Reggae
Meilleur Album de Reggae
- 44/876 – Sting & Shaggy
  - As the World Turns – Black Uhuru
  - Reggae Forever – Etana
  - Rebellion Rises – Ziggy Marley
  - A Matter of Time – Protoje

### Musique Internationale
Meilleur Album de Musique Internationale
- Freedom – Soweto Gospel Choir
  - Deran – Bombino
  - Fenfo – Fatoumata Diawara
  - Black Times – Seun Kuti & Egypt 80
  - Yiddish Glory: The Lost Songs of World War II

### Enfants
Meilleur Album pour enfants
- All the Sounds – Lucy Kalantari & The Jazz Cats
  - Building Blocks – Tim Kubart
  - Falu's Bazaar – Falu
  - Giants of Science – The Pop Ups
  - The Nation of Imagine – Frank & Deane

### Spoken Word
Meilleur Album de Spoken Word
- Faith: A Journey for All – Jimmy Carter
  - Accessory to War – Courtney B. Vance
  - Calypso – David Sedaris
  - Creative Quest – Questlove
  - The Last Black Unicorn – Tiffany Haddish

### Comédie
Meilleur Album de Comédie
- Equanimity & The Bird Revelation – Dave Chappelle
  - Annihilation – Patton Oswalt
  - Noble Ape – Jim Gaffigan
  - Standup for Drummers – Fred Armisen
  - Tamborine – Chris Rock

### Théâtre Musical
Meilleur Album de Musique théâtrale
- The Band's Visit – Etai Benson, Adam Kantor, Katrina Lenk & Ari'el Stachel, soliste principal; Dean Sharenow & David Yazbek, producteurs; David Yazbek, compositeur & lyrique (Original Broadway Cast)
  - Carousel – Renée Fleming, Alexander Gemignani, Joshua Henry, Lindsay Mendez & Jessie Mueller, solistes principaux; Steven Epstein, producteur (Richard Rodgers, compositeur; Oscar Hammerstein II, lyrique) (2018 Broadway Cast)
  - Jesus Christ Superstar Live in Concert – Sara Bareilles, Alice Cooper, Ben Daniels, Brandon Victor Dixon, Erik Grönwall, Jin Ha, John Legend, Norm Lewis & Jason Tam, solistes principaux ; Harvey Mason Jr., producteur (Andrew Lloyd Webber, compositeur; Tim Rice, lyrique) (Original Television Cast)
  - My Fair Lady – Lauren Ambrose, Norbert Leo Butz & Harry Hadden-Paton, solistes principaux; Andre Bishop, Van Dean, Hattie K. Jutagir, David Lai, Adam Siegel & Ted Sperling, producteurs (Frederick Loewe, compositeur; Alan Jay Lerner, lyrique) (2018 Broadway Cast)
  - Once on This Island – Phillip Boykin, Merle Dandridge, Quentin Earl Darrington, Hailey Kilgore, Kenita R. Miller, Alex Newell, Isaac Powell & Lea Salonga, solistes principaux; Lynn Ahrens, Hunter Arnold, Ken Davenport, Stephen Flaherty & Elliot Scheiner, producteurs (Stephen Flaherty, compositeur ; Lynn Ahrens, lyrique) (New Broadway Cast)

### Musique pour les Médias Visuels
Meilleure compilation de sons pour les médias Visuels
- The Greatest Showman – Hugh Jackman (& Artistes Variés)
  - Alex Lacamoire, Benj Pasek, Justin Paul & Greg Wells, producteurs
- Call Me by Your Name – (Artistes Variés)
  - Luca Guadagnino, producteur; Robin Urdang, superviseur de musique
- Deadpool 2 – (Artistes Variés)
  - David Leitch & Ryan Reynolds, producteur; John Houlihan, superviseur de musique
- Lady Bird – (Artistes Variés)
  - Timothy J. Smith, producteur de compilation; Michael Hill & Brian Ross, superviseurs de musique
- Stranger Things – (Artistes Variés)
  - Matt Duffer, Ross Duffer, Timothy J. Smith, producteurs de compilation; Nora Felder, superviseur de musique

Meilleur enregistrement de sons pour les médias visuels
- Black Panther – Ludwig Göransson, compositeur
  - Blade Runner 2049 – Benjamin Wallfisch & Hans Zimmer, compositeurs
  - Coco – Michael Giacchino, compositeurs
  - La forme de l'eau– Alexandre Desplat, compositeurs
  - Star Wars: The Last Jedi –  John Williams, compositeur

Meilleure Chanson écrite pour un média Visuel

### Compositions
Meilleure composition instrumentale
- Blut Und Boden (Sang et Terre)
  - Terence Blanchard , compositeur (Terence Blanchard)
- Chrysalide
  - Jeremy Kittel , compositeur (Kittel & Co.  )
- Guerre d'infini
  - Alan Silvestri , compositeur (Alan Silvestri)
- Mission Mine
  - John Powell et John Williams , compositeurs (John Powell et John Williams)
- La forme de l'eau
  - Alexandre Desplat , compositeur (Alexandre Desplat)

### Arrangements
Meilleur Arrangement instrumental ou A Cappella
- Stars and Stripes forever
  - John Daversa , arrangeur (John Daversa Big Band mettant en vedette des artistes DACA)
- Thème Batman (TV)
  - Randy Waldman et Justin Wilson, arrangeurs (Randy Waldman avec Wynton Marsalis )
- Change le monde
  - Mark Kibble, arrangeur (Take 6)
- Madrid Finale
  - John Powell , arrangeur (John Powell)
- La forme de l'eau
  - Alexandre Desplat , arrangeur (Alexandre Desplat)

Meilleur Arrangement instrumental ou vocal
- Thème Spiderman
  - Mark Kibble, Randy Waldman et Justin Wilson, arrangeurs (Randy Waldman avec Take 6 et Chris Potter)
- It was a very good year
  - Matt Rollings et Kristin Wilkinson, arrangeurs (Willie Nelson)
- Jolene
  - Dan Pugach et Nicole Zuraitis, arrangeurs (Dan Pugach)
- Mona Lisa
  - Vince Mendoza , arrangeur (Gregory Porter)
- Niña
  - Gonzalo Grau, arrangeur (Magos Herrera & Brooklyn Rider)

### Emballage
Meilleure Emballage d'un enregistrement
- Masseduction
  - Willo Perron, directeur artistique (St. Vincent)
- Be The Cowboy
  - Mary Banas, directrice artistique (Mitski)
- Love Yourself : Tear
  - HuskyFox, directeur artistique (BTS)
- The Offering
  - Qing-Yang Xiao, directeur artistique (The Presidents of the United States of America)
- Well Kept Thing
  - Adam Moore, directeur artistique (Foxhole)

Meilleur Emballage en pack ou en Edition Limitée Spéciale
- Squeeze Box: Les œuvres complètes de "Weird Al" Yankovic
  - Meghan Foley, Annie Stoll et Al Yankovic , directeurs artistiques ("Weird Al" Yankovic)
- Appetite For Destruction (Locked N'Loaded Box)
  - Arian Buhler, Charles Dooher, Jeff Fura, Scott Sandler et Matt Taylor, directeurs artistiques (Guns N 'Roses)
- I'll Be Your Girl
  - Carson Ellis , Jeri Heiden et Glen Nakasako, directeurs artistiques (The Decemberists)
- Pacific Northwest '73 –'74: The Complete Recordings
  - Lisa Glines, Doran Tyson et Roy Henry Vickers, directeurs artistiques (Grateful Dead)
- Too Many Bad Habits
  - Sarah Dodds et Shauna Dodds, directeurs artistiques (Johnny Nicholas)